# Rífi
Rífi (en grec moderne : Ρίφι) est une localité de Céphalonie en Grèce. Administrativement, elle appartient au dème de Lixoúri, dans le district régional de Céphalonie. Selon le recensement de 2011, elle compte 60 habitants.

## Population
| 1991 | 2001 | 2011 |
| ---- | ---- | ---- |
| 64   | 68   | 60   |